# Дорофей Семёнович
Дорофей Семёнович (Дорож) (? — уб. 4 марта 1238)— владимирский воевода, глава 3-тысячного сторожевого полка в битве на Сити. Разведка была организована слишком поздно, так что воевода вернулся из неё с сообщением своему князю о том, татары уже окружили расположенные в нескольких сёлах на берегу реки владимирские войска.